# Степно-Баджейская республика
Степно-Баджейская (Заманская) партизанская республика — недолговечное административно-территориальное образование, которое было создано повстанцами и партизанами в южной части Енисейской губернии в ходе борьбы против Колчака. Республика получила своё имя от Степно-Баджейской волости Красноярского уезда. Волость была зачинщиком антиправительственного восстания и стала основой для республики.

## История
В начале XX века была на карте появилась Степно-Баджейская волость. На момент 1917 года в волости было 32 переселенческих поселка, примерно 700 хозяйств, проживало в них около 4 тысяч жителей. Большую часть населения составляли русские крестьяне-новосёлы, а также рабочие и ремесленники латышской, польской и эстонской национальности, которые переселились из Западного края Российской империи или были сосланы за политические или уголовные преступления.
Летом 1918 года в Сибири была свергнута советская власть. После этого сюда бежали различного рода её служители — большевики, бывшие советские работники и красногвардейцы, а затем сюда перебрались и дезертиры. В волости ими было создано около 20 подпольных групп, а также проведена антиправительственная агитация среди местных жителей. Была начата подготовка к вооруженному выступлению. Находившимся под их влиянием население волости был начат саботаж исполнения распоряжений Временного Сибирского правительства, в том числе был саботирован сбор податей и мобилизацию новобранцев в Сибирскую армию. 2 декабря 1918 года подпольщики взяли под свой контроль волостную управу. Ими был убит местный милиционер и создан сельский ревком. В него входили 3 большевика: рабочий Н. Т. Толстой, который был председателем ревкома, и бывшие полит-ссыльные Ф. Ф. Грабовский и В. Ф. Рутковский. Ревкомом был созван волостной съезд. На съезде было принято решение поддержать восстание. В это же время началось формирование вооруженного отряда, куда входило примерно 80 добровольцев. Командиром этого отряда был избран К. П. Лидин-Пуляев.
Подавлением степнобаджейского восстания занялись небольшие правительственные отряды, куда входило не более 100 человек, посланные из Красноярска. 20—22 декабря произошли первые вооруженные столкновения партизан и правительственных войск. В ходе этих боёв белогвардейцы потерпели поражение и были вынуждены отступить.
23 декабря 1918 произошло восстание в Перовской волости Канского уезда, в которой тоже осуществляли свою деятельность революционные подпольные организации. Перовское восстание произошло под влиянием победы степнобаджейских мятежников над белогвардейцами. Был создан вооруженный отряд в 160 человек. 28 декабря началось восстало крупное волостное село Рыбинск, потом партизанские группы начали появляться в Агинской, Ирбейской, Вершино-Рыбинской, Тальской и Уярской волости. Они вошли в состав перовского отряда, который вскоре достиг численности в 500 человек. В начале января 1919 года перовские партизаны несколько разо успешно сразились с белогвардейским отрядом полковника Петухова, имевшем около 600 человек, 8 пулемётов и 2 легких орудиях. Из-за отсутствия боеприпасов партизанам пришлось отступить в Степно-Баджейскую волость. С мятежниками ушла крупаня часть населения Вершино-Рыбинской и Перовской волости.
В январе 1919 года партизаны в Заманье, которые стали называть себя Крестьянской армией, смогли достичь числа в 1,3 тысяч членов. На вооружении у них было 5 пулеметов. Командующим объединёнными вооруженными силами был избран А. Д. Кравченко. В январе—феврале 1919 года партизанами было совершено несколько длительных рейдов. Иногда они доходили до линии Транссибирской магистрали (станция Камарчага, село Маганское). Итогом боевых успехов и работы разъездных агитаторов стало образование новых партизанских отрядов и групп в ряде иных волостей. Новообразованные формирования вошли в связь или в прямое подчинение Крестьянской армии. К концу зимы 1919 года партизанами полностью либо частично контролировалась территория 14 волостей. Проживало там примерно 100 тысяч человек. На отбитой у колчаковцев территории восстанавливались органы советской власти.
В начале марта 1919 на 1-м армейском съезде, проходившим в деревне Умбаж, была провозглашена Степно-Баджейская советская республика. Были избраны руководящие органы партизанской армии: главнокомандующий, главный штаб. Главным политическим и административно-хозяйственным органом армии стал Армейский совет. Был избран и главный армейский трибунал. Главнокомандующим был назначен А. Д. Кравченко, а председателем Армейского совета стал большевик С. К. Сургуладзе. На заключительном заседании съезда был избран высший орган республики — Объединённый совет рабочих, крестьянских и партизанских депутатов. Председателем его стал левый эсер, один из центральных фигур перовского подполья, а в прошлом — член Центросибири П. П. Петров.
По окончании съезда была проведена реорганизация армии. На основе отдельных партизанских отрядов были созданы 4 полка: Манский, Канский, Тальский и Агинский. Полки эти получали свои именования по месту своего изначального создания. На момент начала апреля 1919 года численность Крестьянской армии достигала 2,7 тысячи штыков и 350 сабель; помимо этого, была и пулеметная рота. В начале апреля 1919 года в район Степно-Баджея отправился партизанский отряд под командованием П. Е. Щетинкина. Ранее этот отряд оперировал в северной части Ачинского уезда. Отряд вошёл в состав Крестьянской армии и стал именоваться Северо-Ачинским полком. П. Е. Щетинкин же некоторое время спустя был избран заведующим командующего. Армия достигла общей численности в 5 тысяч человек и 10 пулеметов.
25 апреля 1919 года в селе Вершино-Рыбное произошёл Первый съезд представителей сельсоветов Канского, Красноярского и Ачинского уездов. Участие принимали и представители армии. На съезде обсуждались вопросы внутренней жизни республики, был принят Устав о наказаниях и постановление по текущему моменту, в котором было заявлено о продолжении борьбы за советскую власть, не останавливаясь ни перед какими жертвами.
В Степном Баджее располагался главный штаб, Объединённый и Армейский советы, госпиталь, различного рода мастерские и печаталась газета «Крестьянская правда». Продовольствием республика снабжалась крестьянами за счёт самообложения, которое было введено постановлениями местных советов. Армии, служащим учреждений и людям, не обладавшие собственным хозяйством давался паёк. Из военнопленных (примерно 1,5 тысяч человек) создали дисциплинарный батальон. Служащие дисбата трудились на сельскохозяйственных работах.
Весной 1919 года белогвардейскими властями были приняты серьёзные меры по уничтожению Степно-Баджейской республики. Белые сконцентрировали на станции Заозерная, Камарчага и Клюквенная войско примерно в 12 тысяч солдат и офицеров (в том числе итальянцев и чехов), 25 орудий и 50 пулемётов. Под натиском белой армии партизаны с боями отступили до реки Мана, где несколько раз успешно сразились с белыми у деревни Нарва. Партизаны завладели 2 орудиями с зарядными ящиками, 9 пулемётами, 10 фургонами обмундирования, большим количеством винтовок и около 3 миллионами патронов. Однако, близ Вершино-Рыбинского потерпел поражение Канский полк. Положение усугублял дефицит боеприпасов. Из-за этого главному штабу пришлось дать приказ об эвакуации 14 июня 1919 года госпиталя и всех учреждений вглубь тайги по направлению к Минусинскому уезду. Также пришлось отступить по всей линии фронта в том же направлении. Однако, в Минусинский уезд отказался выдвигаться весь Агинский полк, часть Канского и Тальского полков. На момент оставления Степного Баджея в армии находилось 3 275 человек, через день отступления она насчитывала всего 1 370 солдат и около 3 тысяч раненых, беженцев и пленных.
21 июня авангард Крестьянской армии вышел в Минусинский уезд. Здесь к партизанам прибилось около 300 местных повстанцев, которые скрывались в тайге с осени 1918 года. Местные крестьяне предоставили Крестьянской армии подводы. На них армия пошла по Усинскому тракту на юг, защищаясь арьергардом от отряда колчаковцев, который их преследовал. 18 июля партизаны зашли в Урянхайский край и без боёв заняли город Белоцарск.
21 июня 1919 года Колчак издал указ, по которому государственные земли, которые входили в состав наделов крестьян поселений Степно-Баджейской волости, изымались из их пользования. Единственное, что разрешили крестьянам — это убрать урожай текущего года. Семьи, члены которых участвовали в восстании или ушли с партизанами в Минусинский уезд, подлежали выселению. Однако в реальности военные власти поступили по-другому: всё население Степно-Баджейской волости, которое не ушло с партизанами, в течение 3 дней было выселено с места жительства, 20 поселений и абсолютно все заимки по реке Мана были сожжены. В Степном Баджее остались лишь церковь, школа и почтовое отделение.
Степно-Баджейская республика прожила около полугода. Несмотря на то, что республика располагалась вдали от Транссибирской магистрали, вдоль которой происходили главные военно-политические события времён Гражданской войны на востоке России, Степно-Баджейская республика была довольно важным фактором, который ослаблял колчаковский тыл и отвлекал армию сибирской контрреволюции с основного, Восточного фронта. После уничтожения Степно-Баджейской республики солдаты Крестьянской армии, которые ушли в Минусинский уезд, продолжали сражаться с контрреволюцией и стали базой для формирования Крестьянско-рабочей армии Минусинского фронта, командовали которой А. Д. Кравченко и П. Е. Щетинкин.